# Spirit Lake (Iowa)
Pour les articles homonymes, voir Spirit Lake (homonymie).
La ville américaine de Spirit Lake est le siège du comté de Dickinson, dans l’État de l’Iowa. Elle comptait 4 261 habitants lors du recensement de 2000.
Elle est le lieu de production des motos Indian motorcycle, plus ancienne marque de motos américaines, fondée en 1901, à Springfield , Massachusetts.

## Source
- (en) Cet article est partiellement ou en totalité issu de l’article de Wikipédia en anglais intitulé « Spirit Lake, Iowa » (voir la liste des auteurs).